# ایگنا ساری‌اسلان
ایگنا ساری‌اسلان (ارمنی: Իգնա Սարըասլան زاده ۱۲ فوریه ۱۹۴۵ میلادی) یک پزشک و شاعر ارمنی می‌باشد.

## زندگینامه
در سال ۱۹۴۵ در استانبول زاده شده است، وی تحصیلات متوسطه را در سال ۱۹۶۳ در دبیرستان فرانسوی سن ژوزف به پایان رسانید و در سال ۱۹۶۹ در «رشته پزشکی» از دانشگاه استانبول فارغ‌التحصیل گردید و در همان شهر به طبابت پرداخت.
ساری‌اسلان در کنار شعر، به نگارش مقالات ادبی و ترجمه نیز مبادرت می‌ورزد. مجموعه شعر ساری اسلان با نام «لو» در سال ۱۹۷۳ منتشر شد و «جایزه ادبی آلک مانوگیان» (ارمنی: Ալեք Մանուկեանգրական մրցանակ) را برای شاعر به ارمغان آورد.

## کتابشناسی
- لو (۱۹۷۴)
- کاراسماباک سرروف (۱۹۹۴)
- رنگ عشق (۱۹۹۸)